# Amieva
Amieva är en kommun i Spanien. Den ligger i den autonoma regionen Asturien i nordvästra delen av landet, 300 km nordväst om huvudstaden Madrid. Antalet invånare är 603 (2024).